# 여량면
여량면(餘糧面)은 대한민국 강원특별자치도 정선군의 면이다. 면적은 136.42 km2, 인구는 2015년 12월 말 주민등록 기준으로 2,157 명이다.

## 개요
여량면은 구한말 시대에 북면과 여량면이었던 것을, 여량면을 북면에 통합하고(강희 4년) 면사무소를 북평에 두었다. 1915년 4월에 리·동을 통합하여 9개리로 확정하고 면사무소를 남평리로 이전하였다가, 1932년에 현 면사무소를 여량리로 이전하였다. 그 후 2009년 5월 1일 단순한 방위표시로 지역의 특수성 표현이 부족했던 면명칭을 "북면"에서 "여량면"으로 변경하였다. 2012년 기준으로 여량리를 중심으로 6개의 법정리, 14개의 행정리, 66개반으로 구성되어 있으며, 산간 고지대의 특성을 잘살려 고랭지 채소, 고추, 감자, 옥수수 등이 생산의 주종을 이루고 있으며, 여량 냉동찰옥수수 가공공장 운영으로 옥수수 재배농가에 대하여 안정적인 소득을 보장하고 있다.

## 역사
- 1973년 7월 1일 : 명주군 왕산면 남곡리, 구절리를 편입함[3]

## 행정 구역
- 여량리(餘糧里)
- 유천리(柳川里)
- 봉정리(鳳亭里)
- 구절리(九切里)
- 남곡리(南谷里)
- 고양리(高養里)